# 明尼蘇達州第六國會選區
明尼蘇達州第六國會選區（英語：Minnesota's 6th Congressional District）是美国明尼蘇達州的八個國會選區之一，現任聯邦眾議員為共和黨籍的湯姆·埃默。